# Reckenberg (Absberg)
Der Reckenberg ist ein 518,7 m ü. NHN hoher, bewaldeter Berg im Westen des Spalter Hügellandes im mittelfränkischen Landkreis Weißenburg-Gunzenhausen. Der Berg bildet gemeinsam mit dem Mittelberg einen Doppelgipfel. Der Berg ist Namensgeber der Reckenberggruppe.

## Geographie

### Lage
Der bewaldete Reckenberg erhebt sich im Nordwesten des Landkreises Weißenburg-Gunzenhausen. Nordöstlich liegt das Dorf Kalbensteinberg, südöstlich die Ortschaft Igelsbach, südwestlich der Ort Gräfensteinberg, westlich Seitersdorf und nordwestlich das Dorf Obererlbach. Im Westen fließt der Erlbach vorbei. Am Südhang des Berges entspringt der Igelsbach, am Nordhang der Weiherlinggraben. Die Kreisstraße WUG 21 führt südlich am Gipfel vorbei. Die Grenze zwischen der Gemeinde Haundorf und der Marktgemeinde Absberg führt unmittelbar südlich und westlich des Berges vorbei.

### Naturräumliche Zuordnung
Der Reckenberg gehört in der naturräumlichen Haupteinheitengruppe Fränkisches Keuper-Lias-Land (Nr. 11), in der Haupteinheit Mittelfränkisches Becken (113) und in der Untereinheit Spalter Hügelland (113.4) zum Naturraum des Südlichen Spalter Hügellands (113.40).